# Будуки
Будуки или Быдгу (абх. Быдгу, груз. ბუდუკი) — село в Абхазии, в Гулрыпшском районе частично признанной Республики Абхазия, согласно административному делению Грузии — в Гульрипшском муниципалитете Абхазской Автономной Республики Высота над уровнем моря составляет 280 метров.

## Население
В 1959 году в селе Будуки (Будукин) проживало 67 человек, в основном армяне (в Амткельском сельсовете в целом — 2245 человек, также в основном армяне, кроме преимущественно грузинских сёл Када, Шуамта и Цацхвиари). В 1989 году в селе жило 14 человек, в основном армяне.